# جزيرة الثغباء
جزيرة الثغباء هي إحدى الجزر الواقعة في البحر الأحمر، وتتبع منطقة تبوك شمال غرب السعودية. تبلغ مساحة الجزيرة نحو 2 كم2 وتبعد عن الساحل بحوالي 1,51 ميل بحري.